# Naif ibn Abd al-Aziz

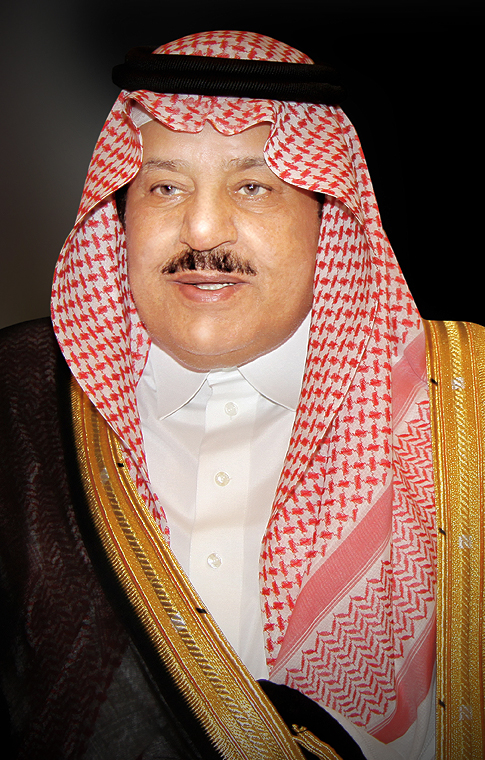
Naif ibn Abd al-Aziz (2011)

Prinz Naif (auch Nayef) bin Abdulaziz Al Saud (arabisch نايف بن عبد العزيز آل سعود, DMG Nāyif b. ʿAbd al-ʿAzīz Āl Saʿūd; * 1933 oder 1934 in Ta'if, Saudi-Arabien; † 16. Juni 2012 in Genf, Schweiz) war der Kronprinz, Vizepremierminister und Innenminister von Saudi-Arabien. Er gehörte zu den Sudairi-Sieben, den Söhnen des Königs Abd al-Aziz ibn Saud und der Hussa bint Ahmed Al Sudairi.

## Leben
Früh in seiner Karriere entwickelte er eine Loyalität zu seinen Brüdern. Sein Mentor und Vorgänger als Innenminister war sein ältester leiblicher Bruder, der spätere König Fahd. Perioden der Verstimmung unter den Sudairi-Sieben wurden von Sultan ibn Abd al-Aziz beigelegt. Durch den Schlaganfall und Tod König Fahds 2005 verminderte sich sein Einfluss auf die Politik.
Unter seiner Ägide wurden 2001 die ersten Personalausweise für Frauen in Saudi-Arabien ausgestellt. Prinz Naif setzte sich dafür ein, dass Saudi-Arabien ein wirtschaftliches Zentrum für den Nahen Osten wird. Im Vergleich zu König Abdullah, der in den vergangenen Jahren vorsichtige Signale in Richtung Reformen gesetzt hat, galt Naif als konservativ, etwa in der Frage von Frauenrechten.
2009 wurde Prinz Naif von König Abdullah zum zweiten stellvertretenden Premierminister ernannt, da Kronprinz Sultan schwer krank war. Nach dem Tod von Kronprinz Sultan 2011 wurde er erwartungsgemäß zum neuen Kronprinzen ernannt, starb jedoch kurz darauf.

### Ämter
- 1953–1954: Gouverneur von Riad
- 1970: Stellvertretender Innenminister
- 1970: Staatsminister für innere Angelegenheiten und Präsident des Höchsten Rates für Information
- 1975–2012: Innenminister
- 2009–2011: Stellvertretender Vizepremierminister
- 2011–2012: Kronprinz und Vizepremierminister

## Familie
Prinz Naif war 3 mal verheiratet, 2 Ehen wurden wieder geschieden. Er ist Vater von 6 Töchtern und 4 Söhnen.
Sein 1959 geborener Sohn Mohammed bin Naif wurde im Januar 2015 zum stellvertretenden Kronprinzen und im April 2015 zum Kronprinzen ernannt. Diesen Status verlor er jedoch am 20. Juni 2017 wieder und musste zudem als Innenminister zurücktreten.  Sein Sohn Saud bin Naif ist seit 2013 Gouverneur der Provinz asch-Scharqiyya. Dessen Sohn Abdulaziz bin Saud, also ein Enkel von Prinz Naif, wurde 2017 zum Innenminister ernannt.
Sein Enkel Turki bin Mohammed bin Fahd Al Saud, ein Sohn seiner Tochter Jawaher aus ihrer Ehe mit Mohammed bin Fahd, einem Sohn König Fahds, ist seit September 2022 Staatsminister.